# فسيفساء ثقافية

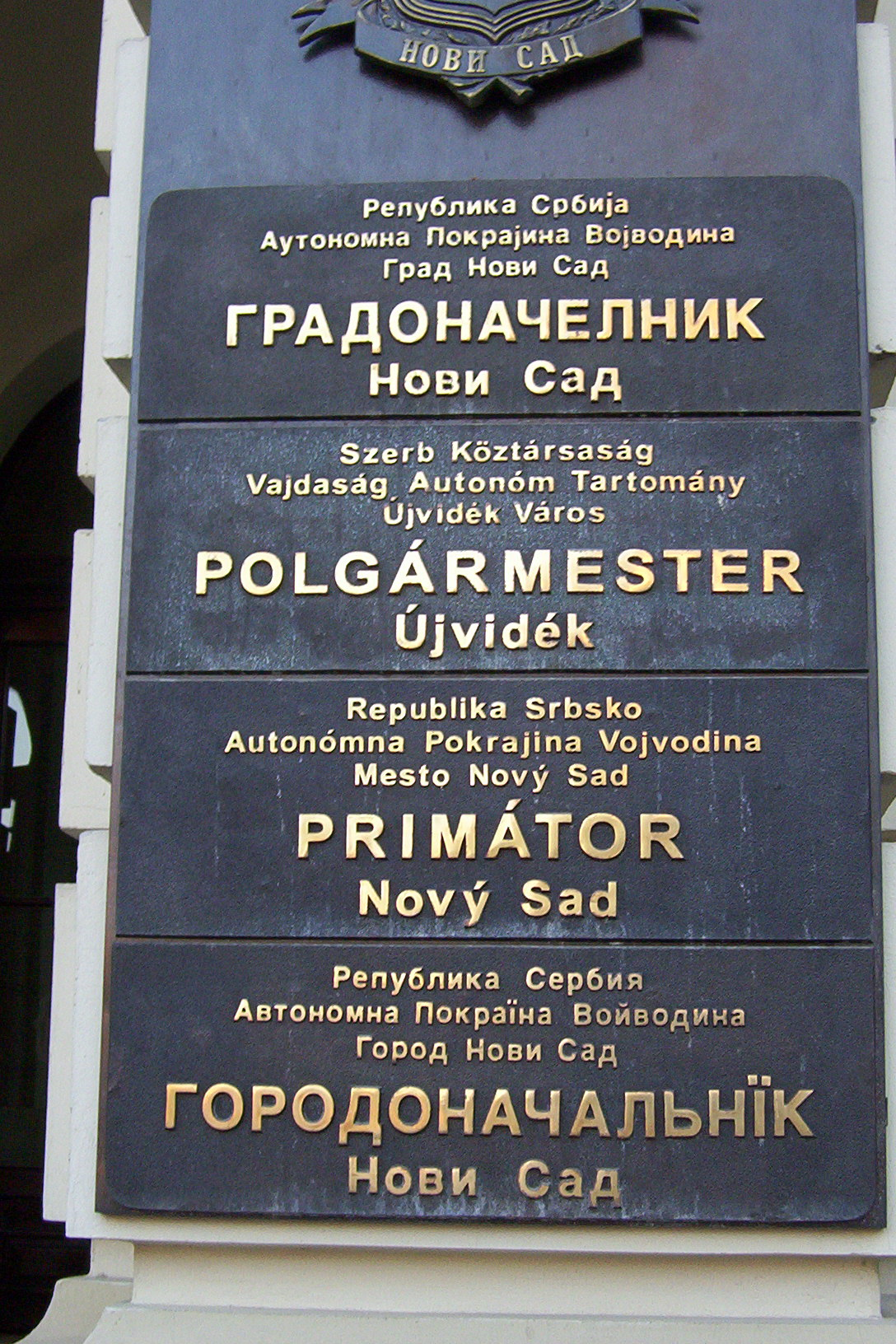

فسيفساء ثقافية هو مصطلح يستعمل لوصف خليط المجموعات الاثنية و اللغات و الثقافات التي تتعايش داخل المجتمع الواحد.
وتعتبر دولة الكندي إحدى النماذج الرائدة على صعيد التعددية والتنوع، إذ يشكل سكانها فسيفساء ثقافية وعرقية ولغوية حقيقية، ففي الفسيفساء الثقافية تتطور وتتناقح الثقافة وتتطور الحضارة تحت غطاء حقوقي وعدالة اجتماعية رائدة على المستوى العالمي.